# Ingeborg Barr
Ingeborg Maria Barr, född 17 augusti 1877 i Östra Tollstads församling, Östergötlands län, död 7 juni 1944 i Linköpings domkyrkoförsamling, Östergötlands län, var en svensk lärare och rösträttsaktivist. 
Hon var verksam i kampanjen för införandet av kvinnlig rösträtt i Sverige och ordförande för Föreningen för kvinnans politiska rösträtt i Mjölby 1913–1915.